# Apostolar

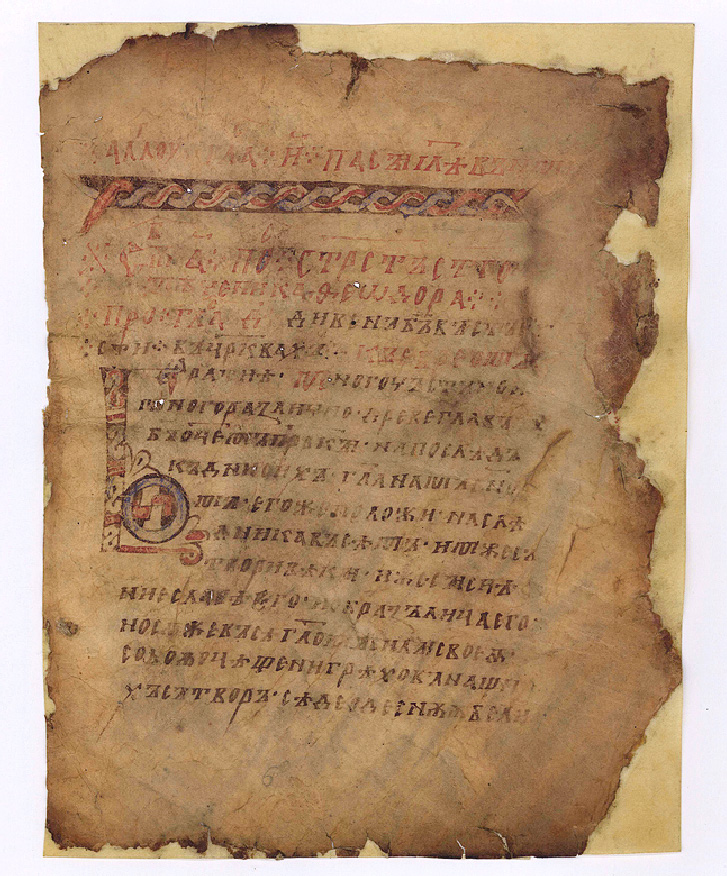
Apostolar von Enina, 11. Jhd.

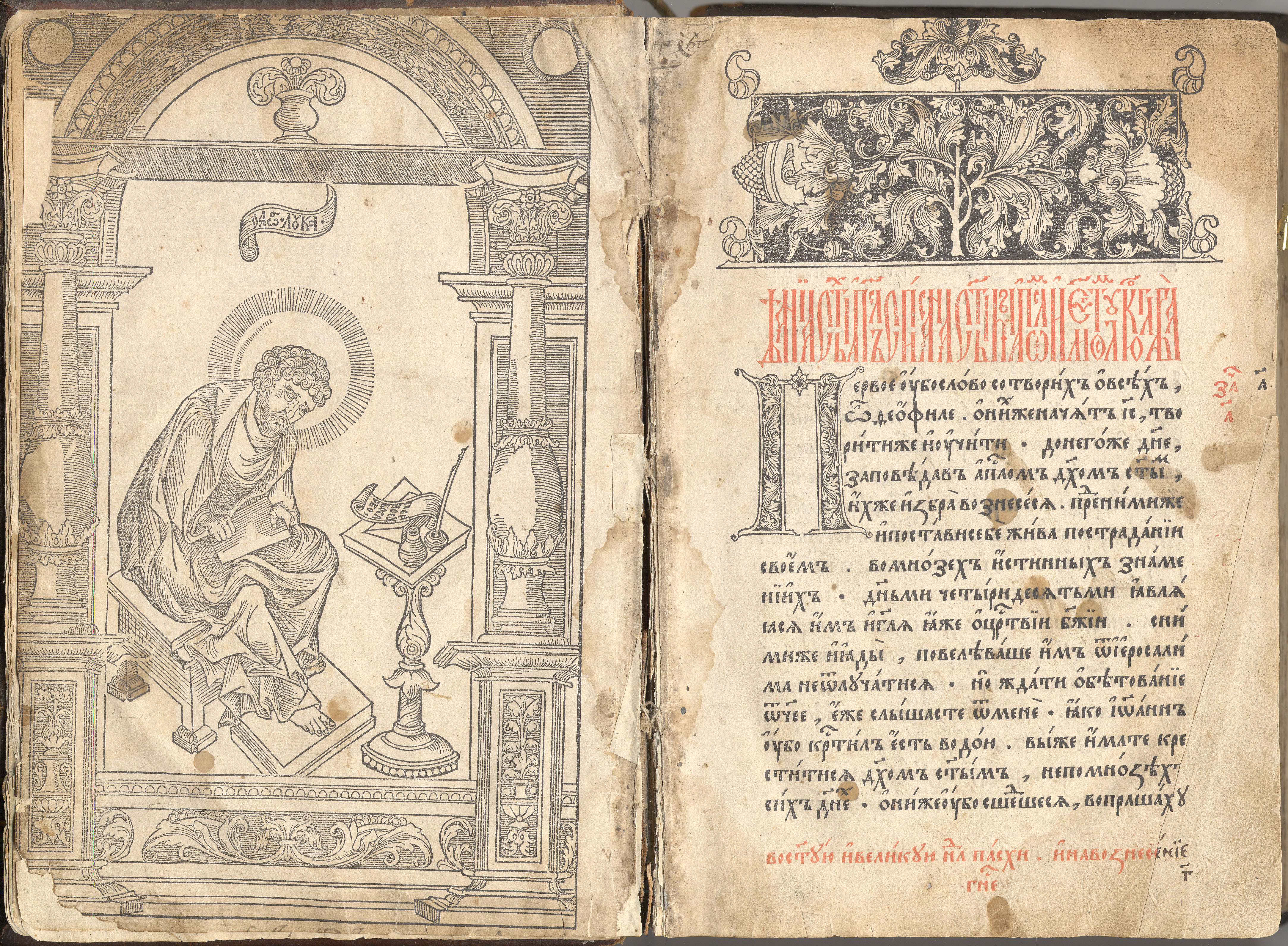
Moskauer Apostolar, 1564

Ein Apostolar (byzantinisch: ἀπόστολος, „Apostolos“) ist ein liturgisches Buch in den orthodoxen und anderen Ostkirchen. Es enthält die Abschnitte (Perikopen) aus der Apostelgeschichte, den katholischen und paulinischen Briefen des Neuen Testaments für die biblischen Lesungen der Gottesdienste, insbesondere in der Göttlichen Liturgie. In einigen Exemplaren sind auch Psalmen und andere biblische Texte enthalten.

## Apostolare
- Apostolar von Enina, 11. Jhd., Bulgarien
- Apostolar von Sleptsche, 12. Jhd., Bulgarien oder Mazedonien
- Apostolus Christinopolitanus, 12. Jhd., Kiewer Rus
- Gršković-Apostolar, 12. Jhd., Bosnien
- Moskauer Apostolar, 1564
- Apostolar von Ohrid, Handschrift in altkirchenslawischer Sprache in kyrillischer Schrift aus dem späten 12. Jahrhundert